# گوریشوتسی
گوریشوتسی (به صربی: Guriševci) یک منطقهٔ مسکونی در صربستان است که در توپولا واقع شده‌است. گوریشوتسی ۱۵۳ نفر جمعیت دارد.